# Antonín Železný
Antonín Železný (21. února 1903 Žihobce u Sušice – 28. září 1969) byl podnikatel, zakladatel firmy JIKOV, Velešín (dnes Jihostroj a.s., Velešín). Zavedl mnohé nové myšlenky ve výrobě a prodeji svých výrobků, kterými dokázal vybudovat stabilní výrobní společnost na jihu Čech, úspěšně dodnes podnikající, kromě jiného v oboru českého leteckého průmyslu.

## Mládí

### Reálné gymnázium
Antonín Železný se narodil 21. února 1903 na Šumavě v Žihobcích u Sušice. Narodil se v rodině tesaře. Po ukončení obecné školy, a přestěhování do Prahy – Nuslí, ještě před začátkem první světové války byl jedenáctiletý Antonín Železný přijat na reálné gymnázium v Praze Vinohradech. Díky sociálním opatřením za Rakousko-Uherska byl na základě tzv. „vysvědčení nemajetnosti“, nejen osvobozen od školného, ale dostával zdarma i školní pomůcky a jednou ročně nové šaty. Další výhodou byly denně zdarma obědy v klášteře Milosrdných na Karlově náměstí, což byl „domov důchodců“ pro misionáře. Kromě toho si vydělával, jak bylo tehdy u chudých kluků obvyklé, roznášením uhlí, ministrováním na pohřbech apod. Studenti, kteří chodili na obědy k Milosrdným, měli za povinnost vždy jednu hodinu denně se zúčastnit některého ze seminářů, které vedli vysokoškolsky vzdělaní misionáři v důchodu. Mladý Antonín si vybral seminář z filozofie, kde byly jednotlivé filosofické směry podávány vždy z hlediska filosofa samého a tak se podrobně seznámil s díly všech význačných světových filozofů.

### Vysokoškolské studium
Po maturitě využil svých znalostí francouzštiny a němčiny a pracoval rok jako překladatel na pražském celním ředitelství, aby si vydělal na další studium.
Nejdříve šel studovat techniku do Vídně, kde tehdy byla velká inflace, takže mladý student počítal s tím, že mu našetřené koruny nově vzniklé Československé republiky umožní přežít ve Vídni celá studia. Rakouská vláda ale asi po půl roce všechny zahraniční studenty vyhostila. Antonín Železný se musel přesměrovat. Měl několik známých a kamarádů, kteří studovali v Paříži. Rozhodl se zkusit štěstí tam. Kamarádi, tam již zaměstnaní, mu pomohli najít místo, aby si mohl při studiu i vydělávat. Nejdříve pracoval na noční směně ve slévárně u firmy Citroën, později umýval nádobí v nočních barech. Ve dne studoval. Začal na pařížské universitě, později si upřesnil specializaci na Vysoké škole aeronautiky École Polytechnique ď'Aéronautique, což byla v té době jediná vysoká škola na světě, kde bylo možno získat diplom v oboru leteckého inženýrství. Kromě jiných Čechoslováků zde studoval i s Aloisem Vicherkem, pozdějším vysokým důstojníkem Československého letectva. Na vysoké škole aeronautiky promoval Antonín Železný v roce 1927.

## Získávání praxe

### Letecké učiliště
Po návratu do Československa směroval své aktivity na letecký obor. V rámci základní vojenské služby nastoupil na letecké učiliště v Olomouci, kde zároveň jako inženýr přednášel aerodynamiku a techniku letadel.
Z osobního hlediska pro něj bylo jistě nezapomenutelným i období, kdy mu byla diagnostikována tuberkulóza. Byl léčen, a na doporučení lékařů opustil na čas Prahu. Nezvolil ale tehdy obvyklé Vysoké Tatry, ale svou rodnou Šumavu. Místo klidu na lůžku, se rozhodl pro aktivitu. Přijal práci v zemědělství u příbuzných. Tato osobitá léčba byla úspěšná.

### Waltrovka
Další jeho životní „zastávkou“ byla funkce vedoucího leteckého oddělení ve firmě Walter. Skutečnost, že se jeho bývalí spolužáci z pařížských studií, stali vysokými činiteli v letectvu a v leteckém průmyslu mnoha zemí, mu na tomto místě výrazně pomohla se zorientovat na trhu s leteckými výrobky, jakož i v leteckém průmyslu z pohledu výrobního.

## Velešín
V této fázi je nutno nahlédnout do soukromého života Antonína Železného. Antonín Železný se totiž v roce 1931 oženil. Vzal si dceru Eduarda Štejnara, který byl spoluvlastníkem malé továrničky ve Velešíně, na výrobu stavebního a nábytkového kování, kde zaměstnával asi 50 dělníků. Eduard Štejnar o několik let později onemocněl a nabídl svému zeti Antonínu Železnému, aby se přestěhoval do Českých Budějovic a velešínskou továrnu převzal.
Antonín Železný se rozhodl tento krok udělat. A tak v roce 1933 opustil Prahu, opustil své zaměstnání a své aktivity přesunul do Velešína, kde nastoupil do tchánovy továrny. A pustil se do práce. Nedlouho před svým odchodem obdržel finanční odměnu za vyřešení technického problému, který řešila automobilka Aero. Tyto peníze použil na částečné splacení dluhu, v němž se v té době velešínská továrna nacházela.

### Letecká výroba
Ing. Železný výrobu kování ponechal, protože poskytovala zaměstnání mnoha nevyučeným pracovníkům, zejména ženám. Nově ale zavedl výrobu příslušenství pro letadla, hydrauliky a elektrických domácích spotřebičů. Postupně došlo ke vzniku společenství, které bylo zaregistrováno pod firemním označením Pomocný letecký průmysl, Ing. Antonín Železný (PLP). Díky vlastním patentům, schopným konstruktérům a vysoce kvalifikovaným dělníkům ve Velešíně firmu během pěti let rozšířil na asi 600 zaměstnanců, jejichž špičkové výrobky měly odbyt do mnoha zemí světa.
Také platové a sociální podmínky byly, postupně stále lepší a již před válkou značně nadprůměrné. V době, kdy Baťovy boty stály 29 Kč a oběd v restauraci kolem 5 Kč, byl plat učně v prvním roce 0,80 Kč na hodinu, učně ve třetím roce a nekvalifikované pracovnice při lehké práci 3 Kč a dělníka po vyučení 6 až 12 Kč na hodinu. Bylo také zavedeno takové nemocenské připojištění, aby při delší a vážné nemoci bylo zákonné nemocenské pojištění dorovnáno do výše předchozího platu. Kromě toho byl vytvořen fond, doplňovaný z prostředků firmy a spravovaný závodní radou, ze kterého se poskytovaly mimořádné podpory nebo bezúročné půjčky. Tato opatření byla zrušena až po zestátnění v roce 1945.
Jak již název napovídá, významnou součástí výroby továrny byly drakové přístroje (ventily, kohouty, filtry) pro výrobu letadel. V letech 1937 a 1938 přicházely do velešínského závodu časté zakázky také z československého Ministerstva národní obrany.

## Druhá světová válka
V roce 1938, kdy vrcholilo nebezpečí německého nacismu i pro Československo, Ing. Železný na příkaz Ministerstva národní obrany odstěhoval svou „válečnou“ výrobu z Velešína do Českých Budějovic, protože podle prvních návrhů na zabrání Sudet byla čára záboru ještě vedena severně od Velešína. Než se však mohla výroba v Českých Budějovicích obnovit přišel Mnichovský diktát, který upřesnil, že Velešín nebyl zařazen do "Říše", ale zůstal v okleštěném Československu v blízkosti hranice „Velkoněmecké Říše“. Inženýr Železný tedy mohl přestěhovat svůj závod zase zpět z Českých Budějovic do Velešína.

### Odboj
V březnu 1939 československá vláda využila toho, že měl Ing. Železný z dob studií v Paříži bývalé spolužáky na vysokých místech francouzského ministerstva obrany, včetně tehdejšího ministra a vyslala ho do Paříže s pověřením prodat čs. dělostřelectvo a jiné zbraně Francouzské republice, aby nepadly do rukou Němcům. Francouzská vláda však stále odkládala rozhodnutí v této věci, až došlo 15. března k obsazení Čech a Moravy.
Po návratu z Paříže se Ing. Železný jako důstojník v záloze zapojil do vojenského odboje. Jednou z jeho aktivit byla spolupráce a financování dopravy československých pilotů do zahraničí. Další aktivitou bylo, že jako člen představenstva Československých elektráren nechal ve vedení vysokého napětí zřídit po celém Protektorátu tajnou telefonní síť, která spojovala jednotlivé odbojové skupiny, a která nikdy nebyla nacisty odhalena. Jeden z koncových přístrojů byl také umístěn v bytě ve druhém patře tehdejší administrativní budovy velešínské továrny.

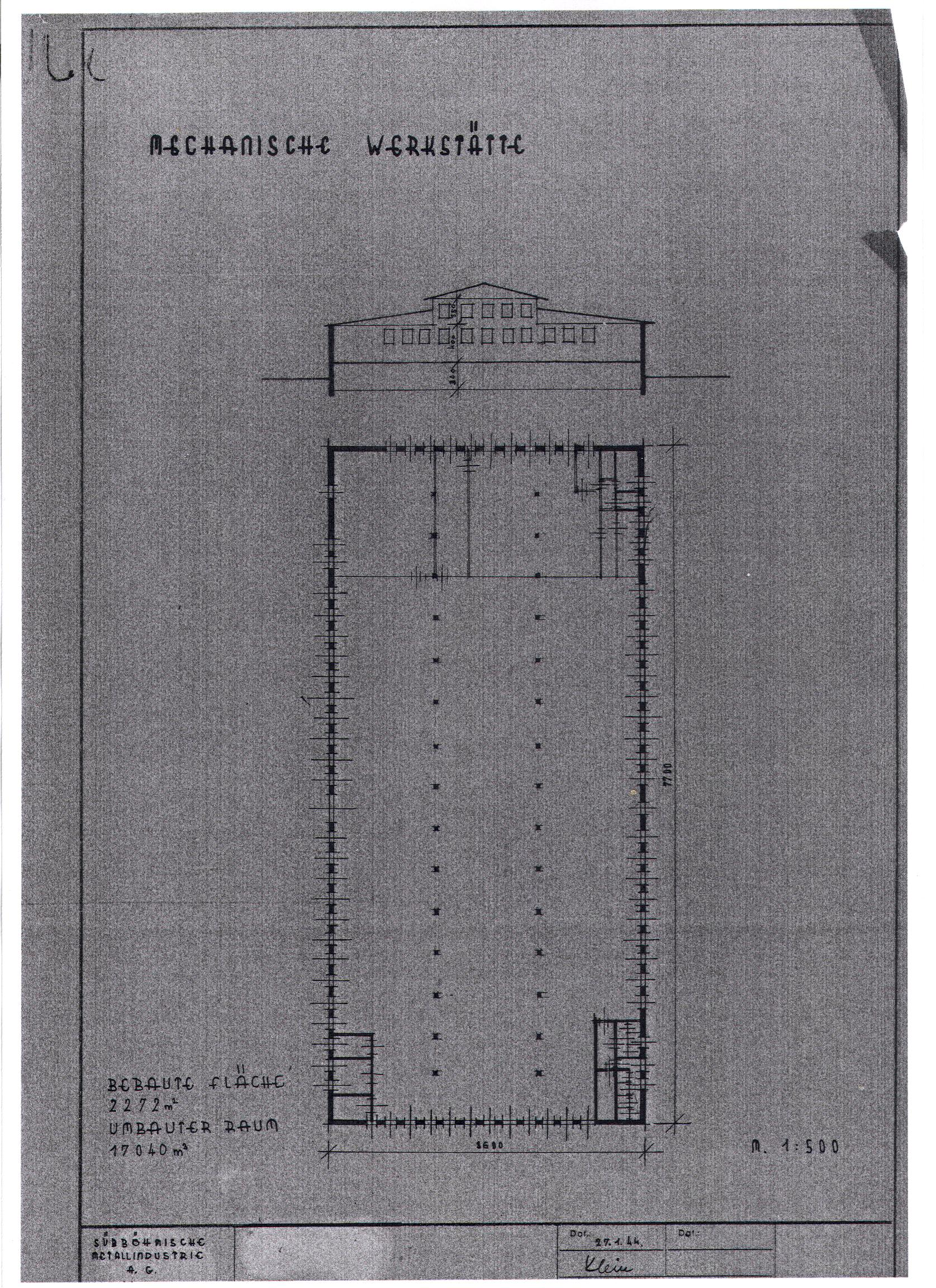
Německý výkres haly M01 z roku 1944

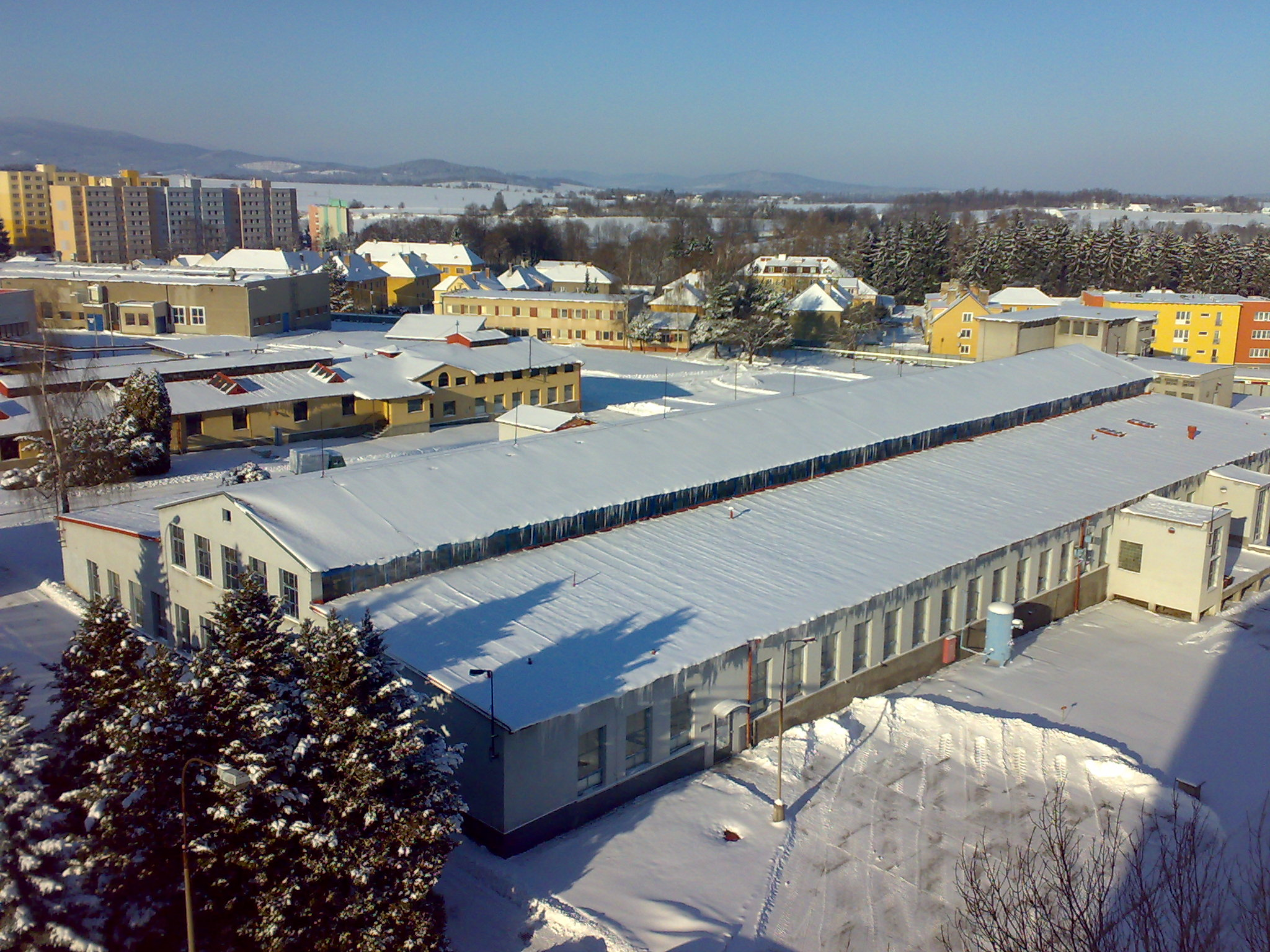
Hala M01 používána dodnes jako nástrojárna. (Snímek z 12.2010)

### Výroba pro Říši
15. března 1939, zanikla „Druhá československá republika“ a Hitler vytvořil Protektorát Čechy a Morava, kde Velešín tvořil hranici mezi Protektorátem a nacistickou Říší. Firma Ing. Železného, Pomocný letecký průmysl Velešín, byla společností s ručením omezeným. Vzhledem k legislativním změnám hrozilo zestátnění závodu do rukou nacistů, a proto byla firma prvého prosince 1940 změněna na akciovou společnost. Rodina Ing. Železného zde vlastnila 99,25 procenta akcií. Zbývající zlomek akcií vlastnilo několik vedoucích pracovníků podniku, mezi nimi i německý předseda dozorčí rady.
Vzhledem ke zkušenostem s leteckou výrobou zařadili nacisté továrnu Jikov, mezi strategické válečné závody. Do závodu byli dosazeni jako předseda dozorčí rady německý plukovník a jako technický dozor dva bývalí němečtí piloti.
Nastal prudký rozmach továrny, vystavěla se nová hala (dnešní nástrojárna), ale především byly ze Švýcarska koupeny špičkové přesné stroje, na kterých se vyrábělo vybavení pro německá letadla. Mimo jiné řadicí stříň pro letoun Ju 88 a karburátory SUM.

### V-2
V Jikovu se tajně vyráběl i automatický vyrovnávač tlaku pro nacistické řízené střely V-2, které bombardovaly Londýn. Tajné údaje posílal inženýr Železný do Anglie prostřednictvím vojenského odboje. Na žádost britské výzvědné služby, byl inženýr Železný dvakrát dokonce ve středisku Peenemünde, kde se tyto střely montovaly. Ke středisku jel vlakem, na nádraží jej převzali dva důstojníci SS, zavázali mu oči, odvezli jej autem na neznámé místo a teprve v kanceláři mu rozvázali oči a začalo odborně technické jednání se šéfem německého raketového výzkumu von Braunem. Při druhé návštěvě již nebyli tak bdělí a ostražití, takže inženýr Železný mohl alespoň zčásti splnit požadavky Britů.

### Podpora pronásledovaných
Ing. Železný se snažil podporovat rodiny popravených, vězněných, nebo jinak pronásledovaných Čechů. Postupně se podařilo vyčlenit z firmy více než pět milionů korun, které tři spolehliví zaměstnanci posílali pod fingovanou adresou odesílatele z různých míst Protektorátu těmto rodinám. Až do konce války probíhaly tyto i jiné akce utajeně. Gestapo ani jeho němečtí i čeští agenti nepojali žádné podezření. Velký podíl na tomto úspěšném utajení měla vysoká disciplína účastníků odboje a snaha o důsledné dodržování pravidel konspirace.

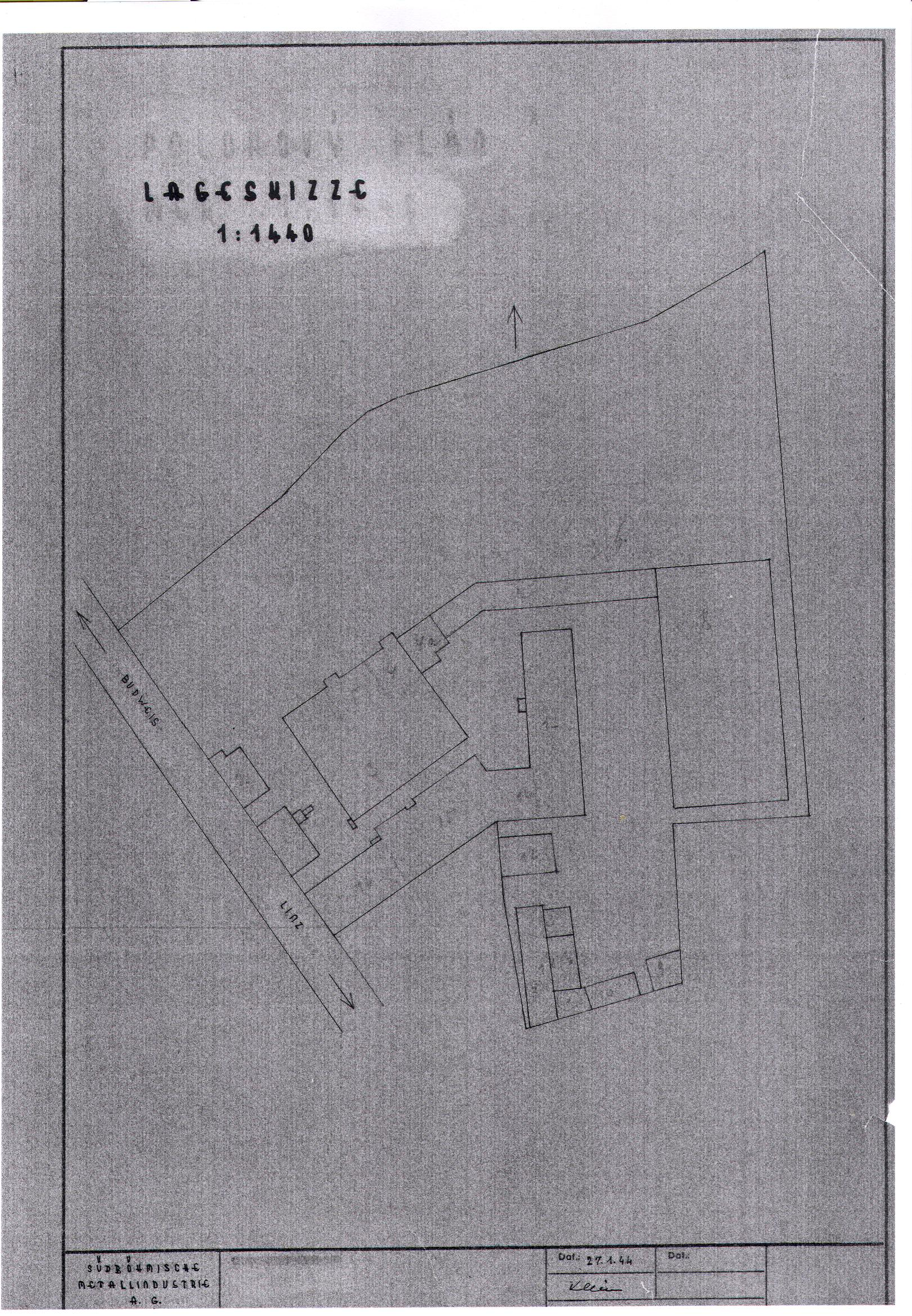
Nákres rozlohy fabriky v roce 1944

### 1945
Ing. Antonín Železný, který se angažoval v odboji, se v roce 1945 stal předsedou revolučního národního výboru ve Velešíně, takže výraznou měrou přispíval k organizaci poválečných aktivit. Úřad předsedy MNV Velešín vykonával až do 7. července 1946.
V dubnu 1945 pověřil vojenský odboj Ing. Železného, aby uzavřel dohodu s generálem Meandrovem, velitelem druhé divize Vlasovců. Dohoda se týkala povstání na konci války, které bylo plánováno na 7. května 1945. V okolí Netřebic bylo Vlasovců v té době více než deset tisíc. Když v sobotu pátého května 1945 začalo Pražské povstání, tak Ing. Železný začal, ve shodě s dřívější dohodou, organizovat přesun jednotek Vlasovců na pomoc Praze. Tuto akci mu však za výrazného přispění jednoho z členů Josefa Smrkovského zakázala Česká národní rada.
Velkým nebezpečím pro připravované protiněmecké povstání byla asi stovka německých učňů. Továrna byla za války nucena je přijmout do učení. Byli ubytováni v dřevěných barácích pod továrnou, (přibližně na místě dnešního velešínského hotelu). Nebezpečné bylo, že byli organizováni jako Hitlerovi mládežníci pod velením několika příslušníků SS a silně ozbrojeni. Ing. Železný jako předseda Revolučního národního výboru i jako jejich zaměstnavatel se za nimi vypravil na jednání. Vypravil se v doprovodu velešínského četníka, aby se vojáci SS mohli vzdát uniformě a ne civilistovi. V sobotu 5. května s nimi dohodnul, že budou přesunuti do Kaplice, která ještě patřila k Německu. Podmínkou však bylo, že se vzdají a složí zbraně. Obě strany z počátku dohodu dodržely. Příslušníci SS, když po přesunu zjistili, že v Kaplici je silný oddíl SS, vznesli stížnost, že s nimi bylo ze strany Čechů ve Velešíně špatně zacházeno. Velitel kaplického oddílu proto dal svým vojákům rozkaz táhnout ještě v sobotu 5. května večer do Velešína, postřílet muže a zapálit domy. Český železničář, umístěný na kaplickém nádraží jako pozorovatel, včas podal do Velešína zprávu, takže bylo možno požádat generála Meandrova o pomoc. Vlasovci uzavřeli v Netřebicích přístup do Velešína a tak postupující ozbrojené jednotky zastavili.
Dne 8. května 1945 byl v blízkosti Velešína zastaven vlak, deportující politické vězně do Německa. Skupina zaměstnanců Jikova, kteří byli již před povstáním organizováni do Národní Obranné Stráže, která měla krycí název Národní Odborový Sport, spolu s Vlasovci osvobodila téměř tři tisíce francouzských, holandských a dalších zajatců z koncentračních táborů. Zranění byli odváženi do českobudějovické nemocnice, ostatním bylo poskytnuto ubytování u místních lidí a celodenní stravování v jídelně velešínského podniku.

## Po válce
Ing. Železný připravoval už během války, samozřejmě v utajení, výrobní program závodu pro časy poválečné. Byla to především výroba skútrů, automobilových karburátorů, stabilních motorů a vstřikovacích soustav pro vznětové motory. Pro tuto výrobu bylo plánováno rozšíření továrny na dva a půl tisíce zaměstnanců. Aby měli tito zaměstnanci kde bydlet, bylo plánováno i sídliště rodinných domků podle vzoru Bati. Dále již za války začal Ing. Antonín Železný budovat v Kaplici závod na výrobu přesných obráběcích strojů a v Kraslicích vybudoval závod na výrobu hodinek, který byl po válce bez zákonného podkladu konfiskován a kompletně převezen do Sovětského svazu. Po zestátnění byla výroba skútrů, (mimochodem první na světě), vládou zakázána, aby netvořila konkurenci výrobě slovenského motocyklu Manet. Výroba karburátorů a stabilních motorů byla i se značkou Jikov převedena do Českých Budějovic, kde vytvořila základ podniku Motor. Výroba vstřikovacích zařízení byla převedena do Jihlavy, kde vytvořila základ podniku Motorpal.

### Po nástupu komunismu
V roce 1946 došlo na základě Košického vládního programu a Benešových dekretů, konkrétně znárodňovacím dekretem 100/45 k zestátnění továrny. Toto zestátnění mělo být původně za úhradu, tato úhrada však nikdy vyplacena nebyla.
Stejně jako v období nacismu, tak ani za komunismu se Ing. Železný nevyhnul soudům. Množství nepotrestaných kolaborantů se po únoru 1948 dostalo do významných funkcí. Tak se například jeden z nich stal vedoucím odboru pro potírání kapitalistů na ministerstvu financí. Ing. Železný byl, tak jako mnozí jiní, obžalován a souzen. Popis jeho zločinu, na základě něhož byl Krajským finančním soudem odsouzen zněl takto: když podporoval rodiny po vězněných a zemřelých, věděl, že přijde měnová reforma a měl v úmyslu po měnové reformě peníze vymáhat zpět. Odsouzen byl k pokutě rovnající se přesně výši rodinného majetku.
I přes tyto skutečnosti byl některými vysoce postavenými lidmi tehdejšího režimu považován za odborníka v řízení průmyslu a od roku 1945 byl poradcem ministrů průmyslu. Tato skutečnost mu umožňovala pokoušet se minimalizovat škody způsobované na národním hospodářství diletantskou socialistickou ekonomikou. Snažil se prosazovat výrobu automobilů včetně souvisejících odvětví, budování dálnic, servisů, apod. Neprosazoval začínat s výrobou lidových vozítek, ale výrobou běžných osobních automobilů. Toto působení se projevilo přípravou výroby Spartaků. V polovině padesátých let, když viděl stále větší marnost snah o ovlivnění, svou poradenskou činnost ukončil, úplně opustil oblast strojírenského průmyslu, a až do roku 1958, kdy odešel do důchodu, pracoval ve Státním nakladatelství technické literatury. V této době trpěl velmi vysokým krevním tlakem, proti kterému nebyly u nás tehdy léky. Ve svých šedesáti letech však tuto chorobu vyléčil manuální prací ve dvanáctihodinových směnách na svépomocné družstevní stavbě.
Normalizace v plné síle se Ing. Antonín Železný nedožil. Zemřel na prasknutí aorty 28. září 1969.